# گروه دوغوش
گروه دوغوش (به ترکی استانبولی: Doğuş Grubu) یکی از ۳ کمپانی بزرگ بخش خصوصی در ترکیه است که در سال ۱۹۵۱ میلادی بنیانگذاری شد. این هلدینگ دارای بخش‌های گوناگونی است و با کمپانی‌های بزرگی چون پورشه، آئودی و ولکس واگن همکاری می‌نماید.
بیش از ۲۵۰ شرکت در بدنه این هولدینگ در حال فعالیت هستند که در مجموع ۴۰٬۰۰۰ نفر را در استخدام دارند. 